# Джурадж I Балшич
Георги (Джурадж) I Балшич (на сръбски: Ђурађ I Балшић), е владетел на Зета между 1362 и 13 януари 1378. Управлявал княжеството първоначално съвместно с по-големия си брат Страцимир Балшич между 1362 и 1373 г., а след смъртта на брат си става самостоятелен владетел до 1378 г.

## Живот
Джурадж е един от синовете на Балша I, дребен благородник, управлявал едно село по време на царуването на Стефан Душан (1331 – 1355) и смятан за „роднина на Неманичите“. Семейството му започва да завзема Зета скоро след смъртта на крал Стефан Душан през 1355 г. В 1362 братята Балшич убиват Джураш Илич, управлявал горната част на Зета, а след това са признати за областни господари на Зета в харти на Стефан Урош V (1355 – 1371).
В 1363 г. Джурадж обявява война на Топия, албанско благородно семейство, което контролира северна Албания. Матарангос, албанско аристократично семейство, което управлявало Южна Албания, се съюзява с Балшич. През пролетта на 1364, Карло Топия пленява Джурадж при засада, с което участието на Зета във войната приключва. Джурадж е в плен до 1366 г., когато Дубровнишката република посредничи за неговото освобождаване. В 1367 г. Джурадж се споменава като „барон на морска Сърбия“.
Джурадж Балшич умира на 13 януари 1378 и е наследен от по-малкия си брат Балша II.

## Семейство
Джурадж има два брака. Първият е с Оливера Мърнявчевич, дъщеря на Вълкашин, и е разтрогнат около 1371/1372 г. От този брак Джурадж има две дъщери:
- Елизавета (?-1443), омъжена за Райко Монета, владетел на Шкодра
- Гоислава (?-1398), омъжена за Радич Санкович, войвода на Захумлие

Втората му съпруга е Теодора Драгаш, дъщеря на велбъждкия деспот Деян и вдовица на  зетският владетел Жарко.
- Евдокия († след 1409), омъжена за Иса̀в де Бунделмо̀нти, деспот на Янина
- Константин Балшич († 1402), управител на Круя.